# L'Arpon du Diable
L'Arpon du Diable est une arête rocheuse des monts du Cantal dont la partie sommitale culmine à 1 777 mètres d'altitude.

## Géographie
Situé au sud du Plomb du Cantal et à l'ouest du puy Brunet, l'Arpon du Diable est constitué de couches stratifiées de dépôts phréatomagmatiques et est revêtu de coulées trachyandésitiques.

## Randonnée et ascension
La traversée de l’Arpon du Diable peut se faire en empruntant un sentier non balisé qui longe le flanc de l'arête.
Les couloirs situés sur la face nord de l'Arpon du Diable peuvent être rapidement accessibles depuis le Plomb du Cantal. La descente présente une inclinaison de plus de 45° sur les 50 premiers mètres, quel que soit le couloir choisi,.

## Légende
L'Arpon du Diable représente les marques laissées par les griffes du Diable, engagé dans une bataille légendaire contre saint Pierre, après avoir tenté de le séduire en prenant l'apparence d'une jeune fille séduisante.